# Alexander Haslimann

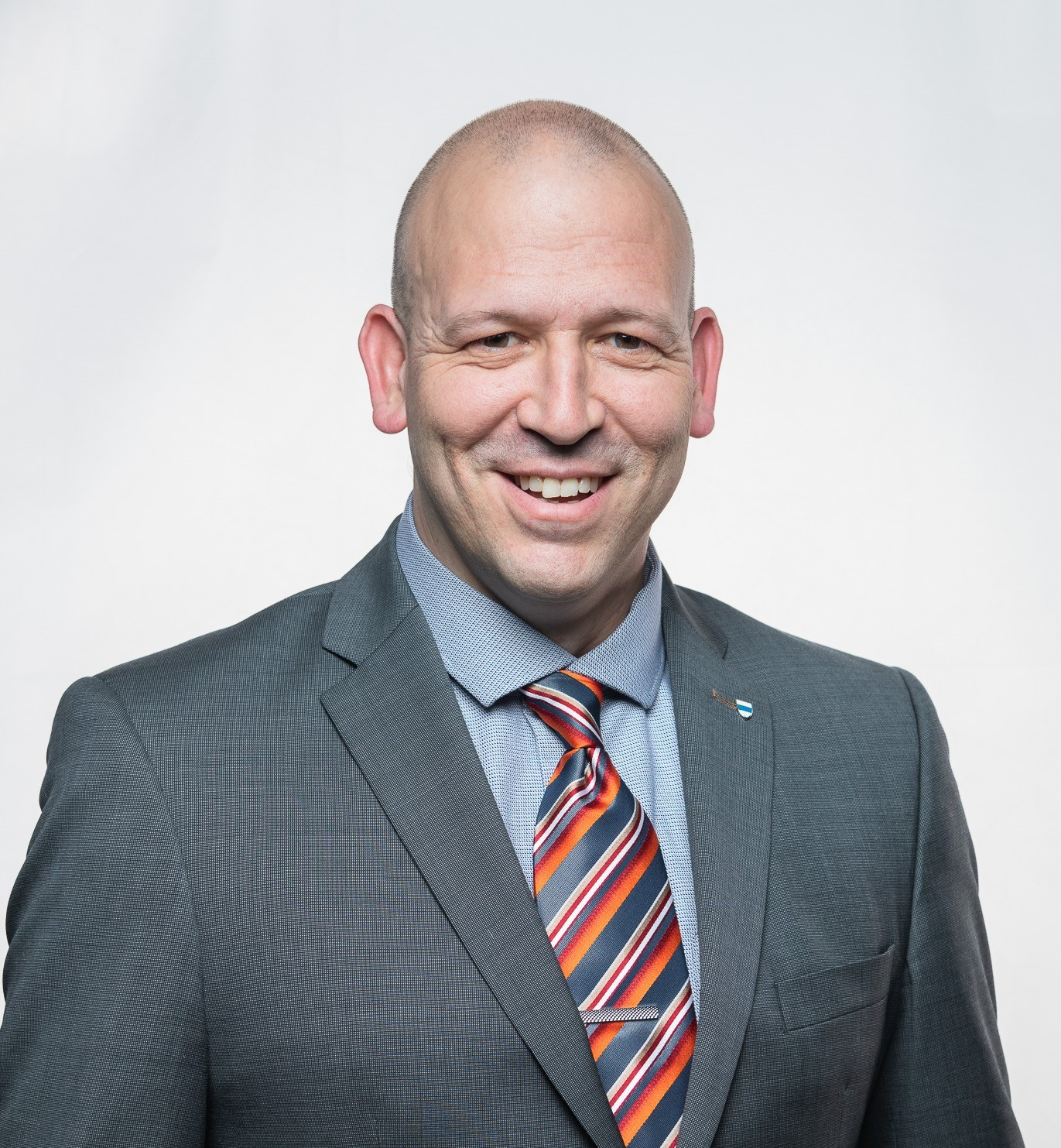
Alexander Haslimann (2023)

Alexander Haslimann (* 7. Januar 1974 in Zug; heimatberechtigt in Risch und Emmen) ist ein Schweizer Politiker (SVP). Er ist Mitglied des Zuger Kantonsparlaments. Beruflich arbeitet er als Projektmanager, Dozent, Prüfungsexperte, Wirtschaftsinformatiker und Betriebswirtschafter.

## Biografie
Alexander Haslimann wuchs als Einzelkind in Rotkreuz im Kanton Zug auf. Er besuchte dort von 1982 bis 1991 die Primar- und Sekundarschule. Anschliessend erlernte er den Beruf des Kaufmännischen Angestellten in einem Treuhandbüro in Luzern, welches er 1994 erfolgreich abschloss.
Von 1996 bis 2000 arbeitete Haslimann als Schulungs- & Supportleiter. Aufgrund des Wechsels in die Welt der Informatik absolvierte Haslimann die Weiterbildungen Informatiker mit eidgenössischem Fachausweis (1999) und anschliessend die Weiterbildung zum eidgenössisch Diplomierten Wirtschaftsinformatiker (2002). Von 2000 bis 2010 arbeitete Haslimann als IT-Berater.
Von 2010 bis 2022 arbeitete Haslimann als Projektmanager/Berater und während dieser Zeit studierte Haslimann an der Hochschule Luzern Betriebswirtschaft, welche er mit einem Executive Master in Business Administration (E-MBA) abschloss.
Seit 2023 arbeitet Haslimann als Coach.

## Politik
Haslimann amtet seit 2020 als Präsident der SVP Risch-Rotkreuz und zugleich Mitglied der erweiterten Parteileitung der SVP Kanton Zug. In der Gemeinde Risch-Rotkreuz ist er ebenfalls Mitglied der Ortsplanungskommission.
Haslimann wurde im Dezember 2022 als Zuger Kantonsrat für Risch gewählt. Im Rahmen dieses Mandates ist er Mitglied der ständigen Kommissionen Raum Umwelt und Verkehr und der Konkordatskommission sowie den ad-hoc Kommissionen Ausbau OYM College, moderne Zuger Kantonsgeschichte und der Joint-Research Initiative Blockchain Zug (Stand 2023).